# Collooney
Collooney o Coloony (en irlandés: Cúil Mhuine, que significa "recoveco del matorral") es una ciudad ubicada en Condado de Sligo, Irlanda.
En esta localidad se encuentra el Castillo de Markree, donde se hallaba hasta principios del siglo XX el Observatorio Markree, donde se hallaba el refractor más grande del mundo durante parte del siglo XIX.

## Transporte
Collooney se encuentra ubicada entre las carreteras que comunican Sligo con Dublín y Galway, siendo el punto de encuentro de ambas carreteras. La ciudad era un centro de ferrocarril de importancia, con al menos tres estaciones de ferrocarril. La primera estación de ferrocarril de Collooney abrió el 3 de diciembre de 1862.

## Galería de fotos

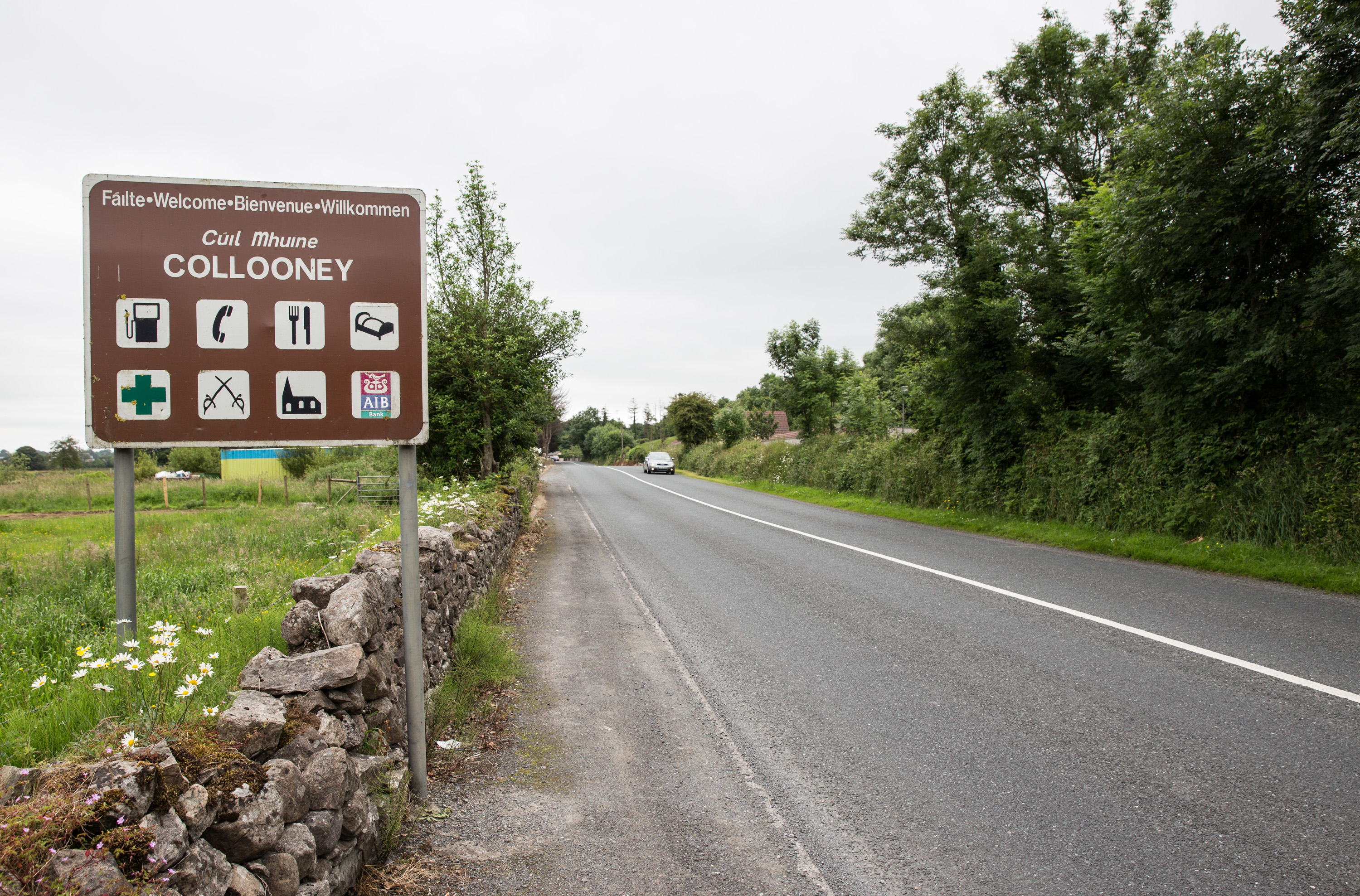
Vista del pueblo llegando desde Ballysadare
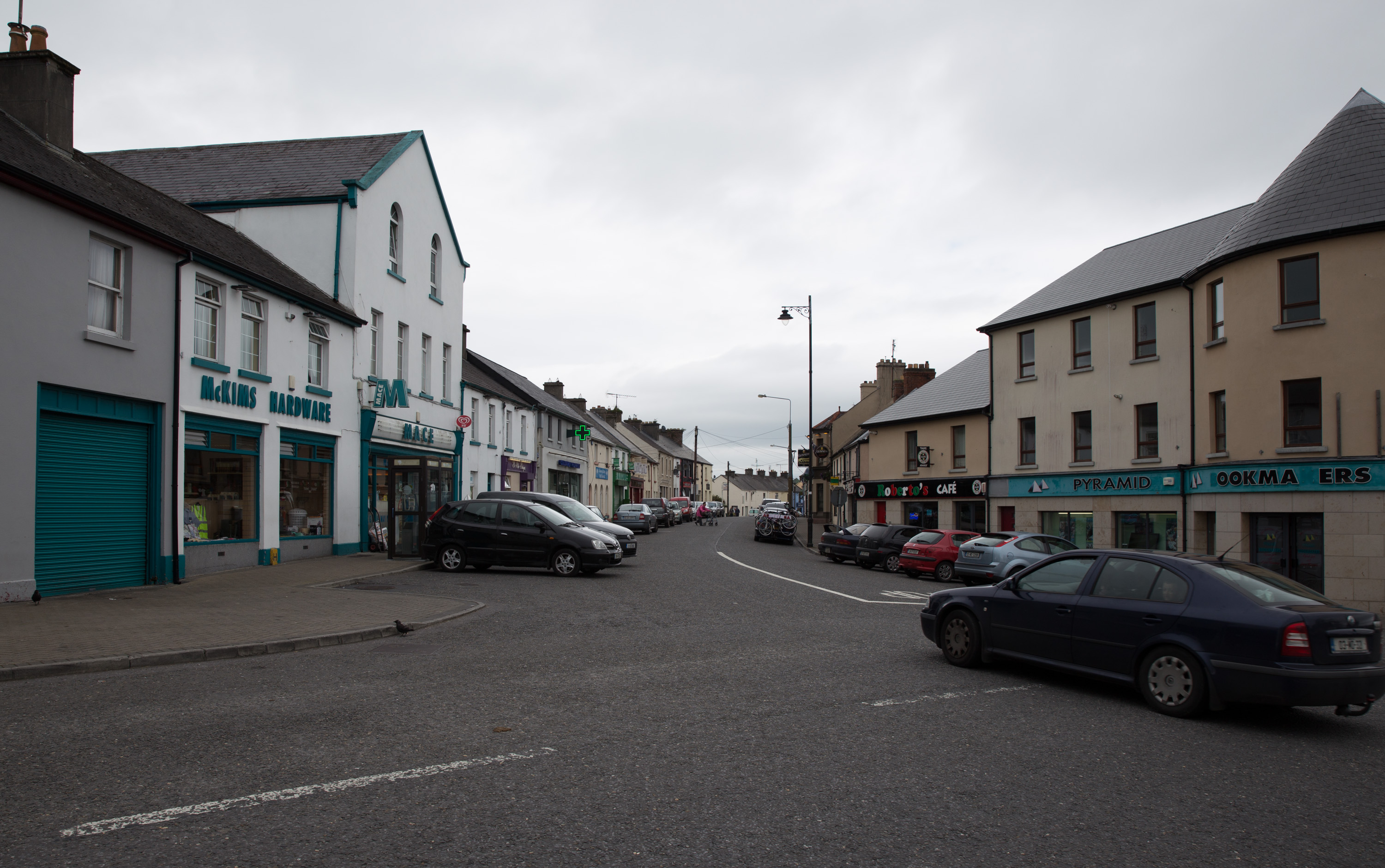
Vista de la calle principal
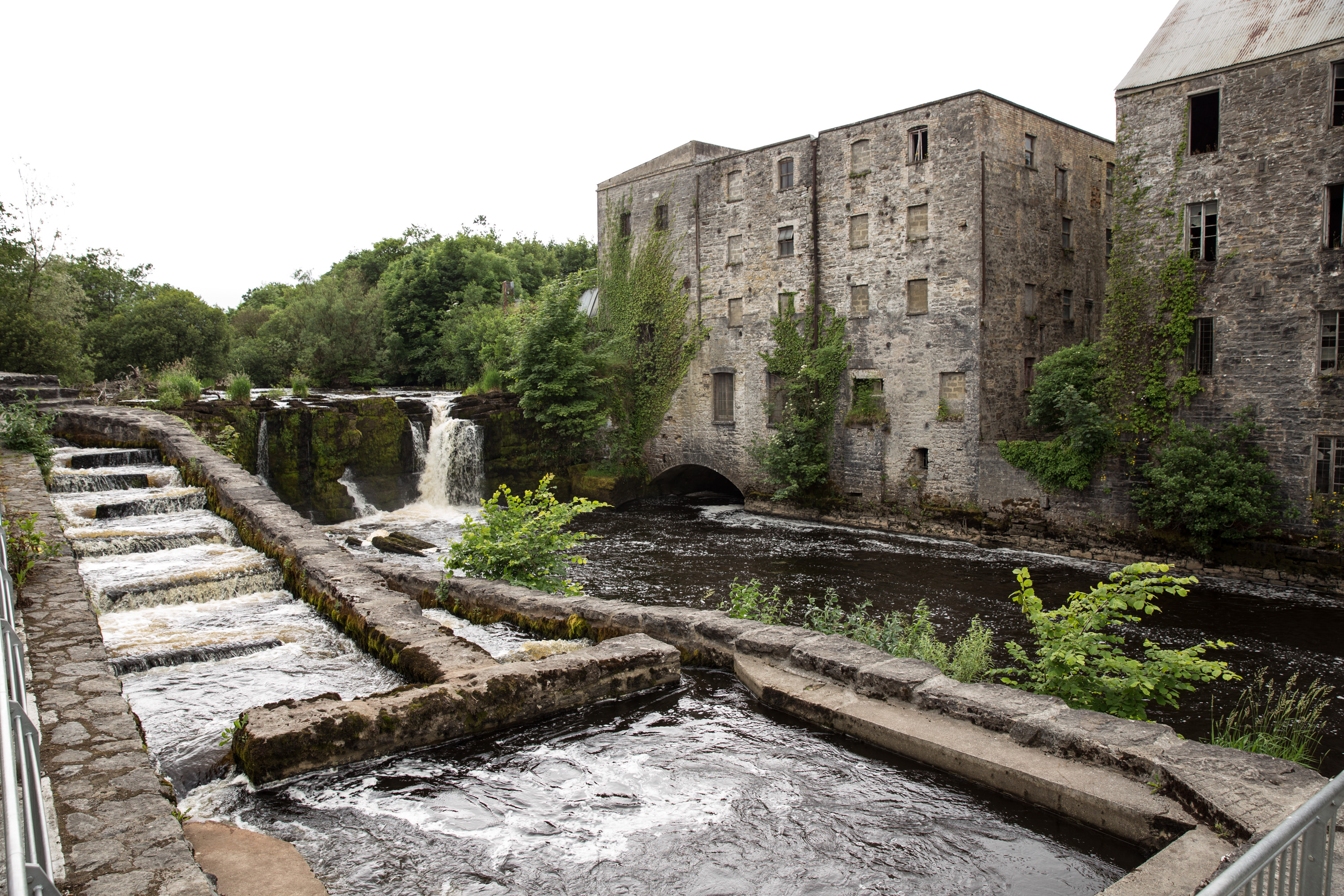
Edificio del Molino viejo
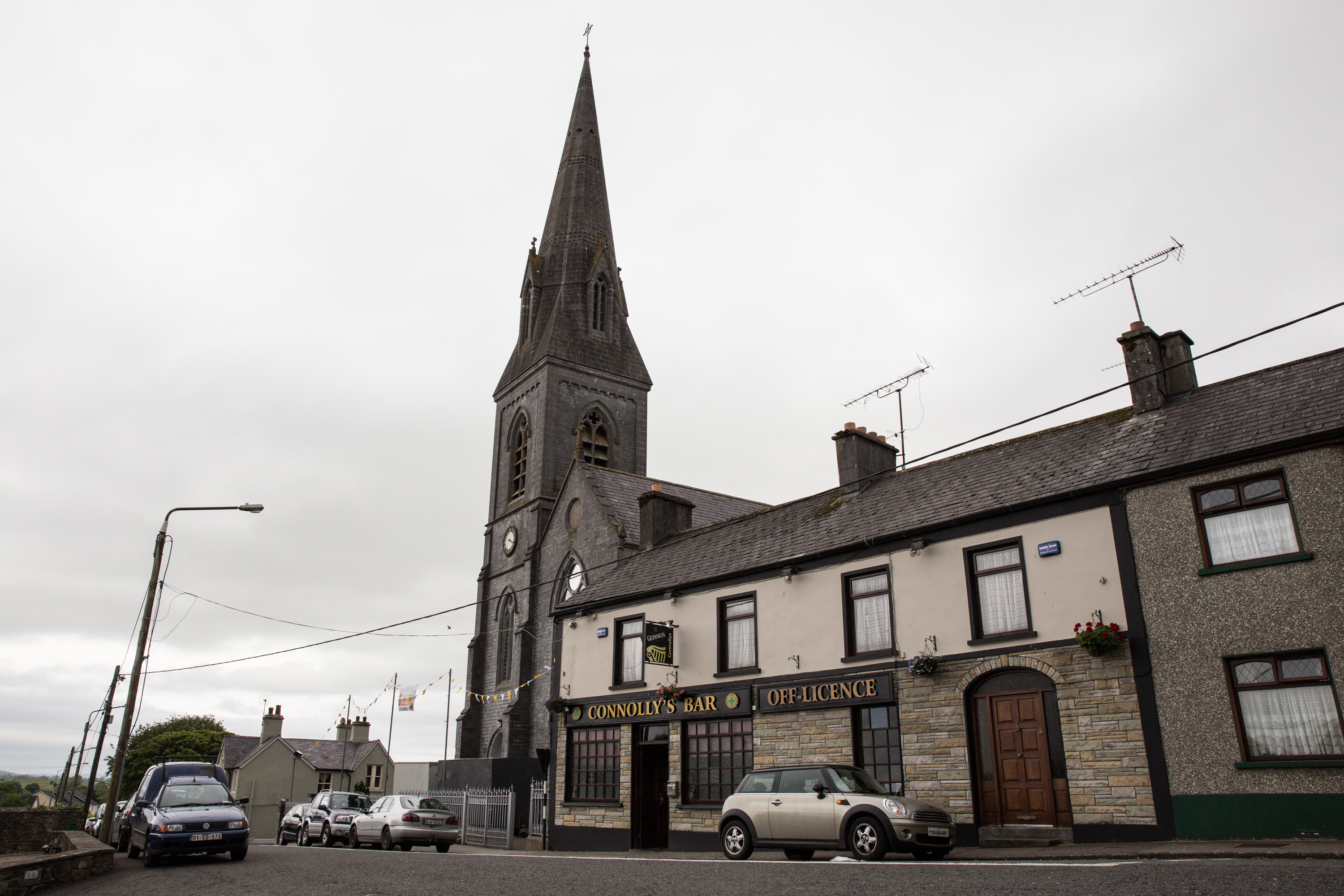
Iglesia católica de Connolly
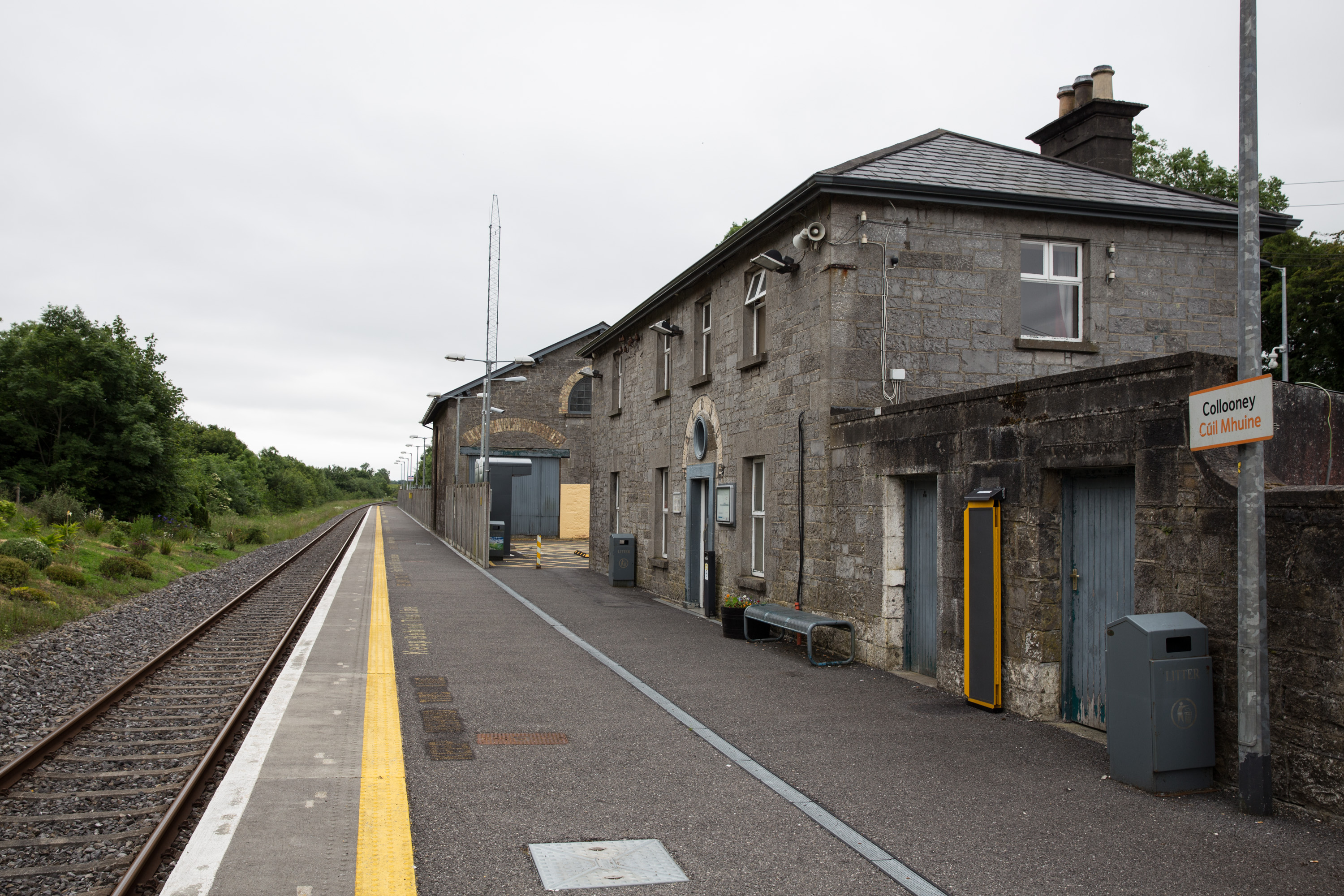
Estación de ferrocarril de Dublín a Sligo
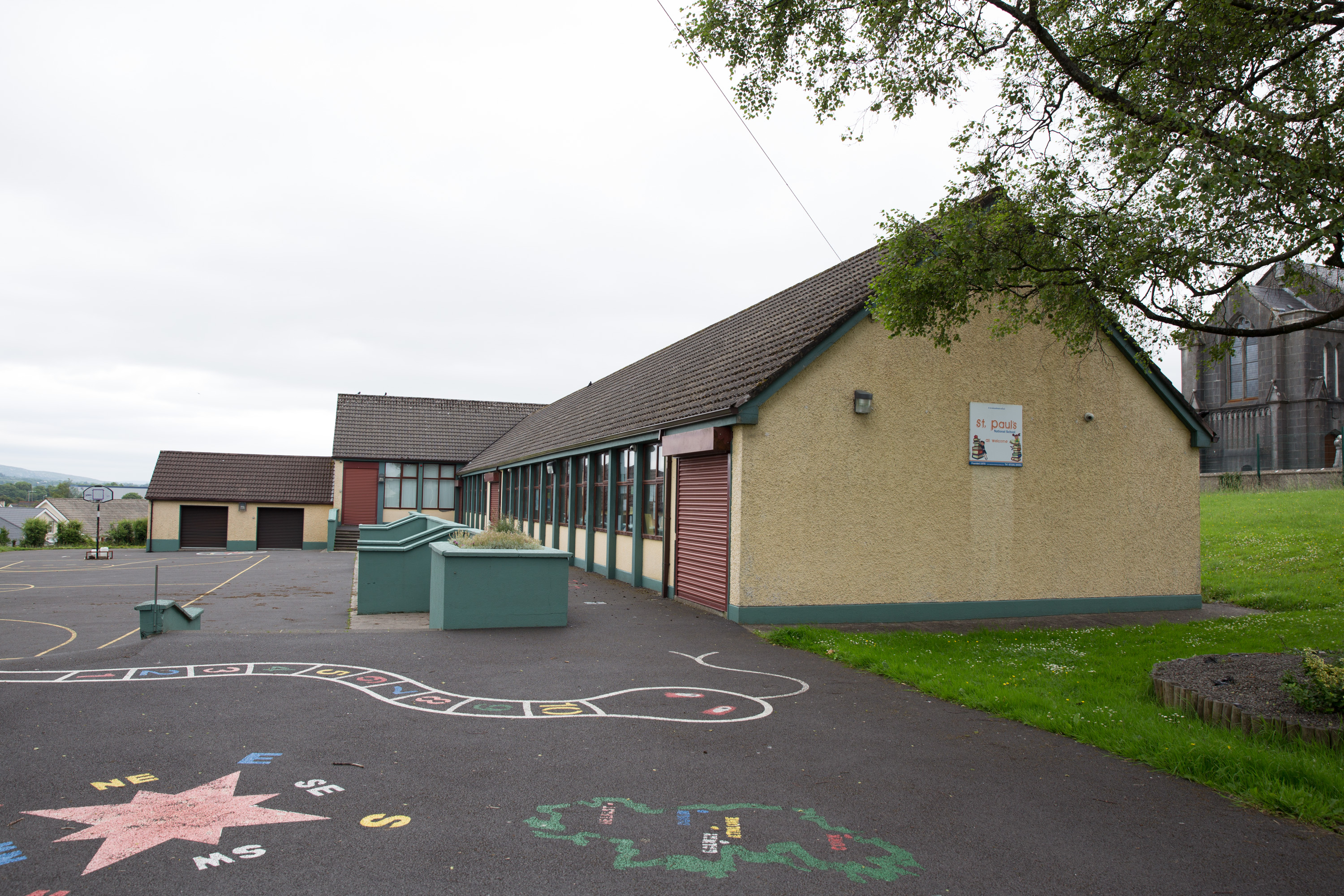
Escuela Nacional de St. Pauls
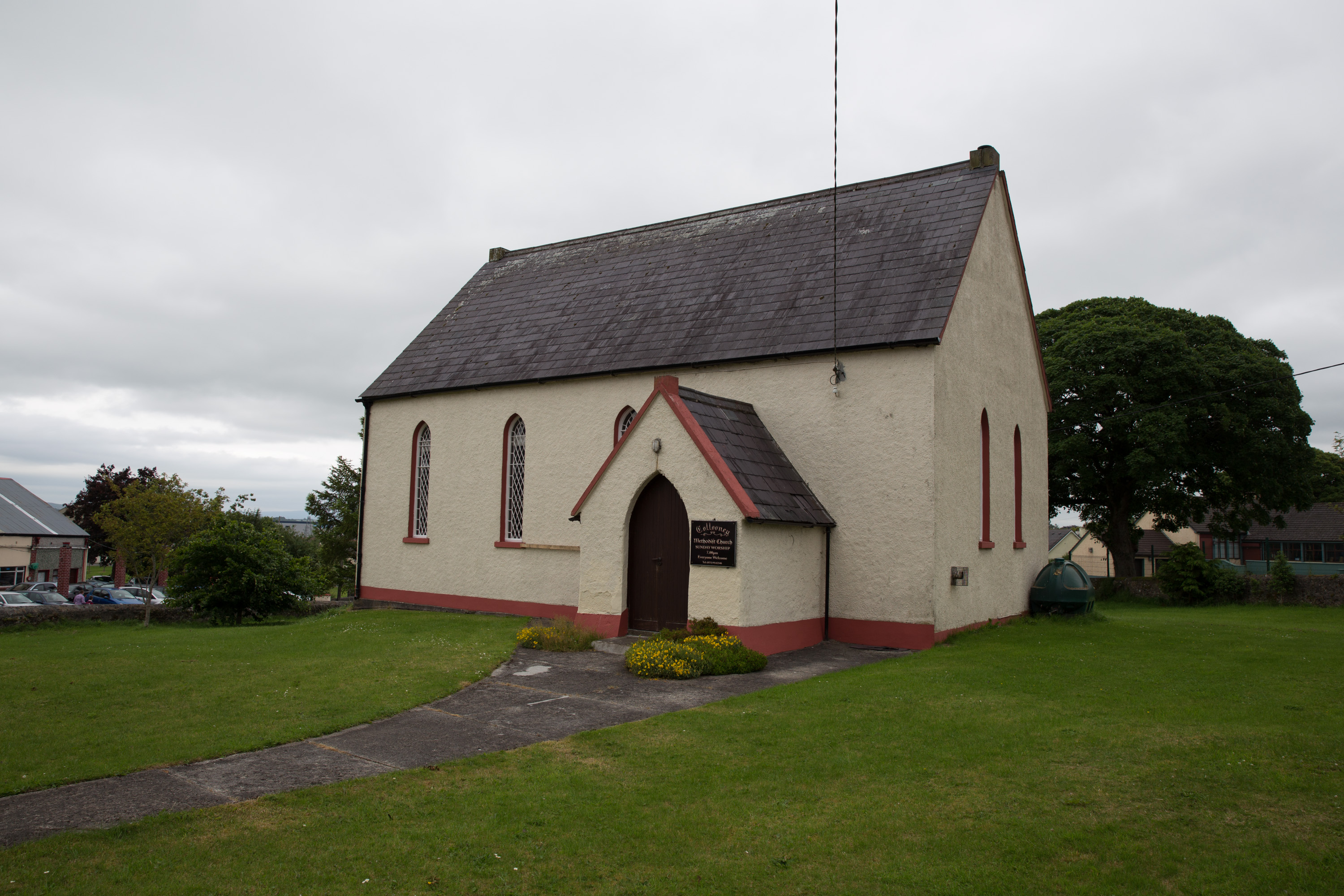
Iglesia Metodista
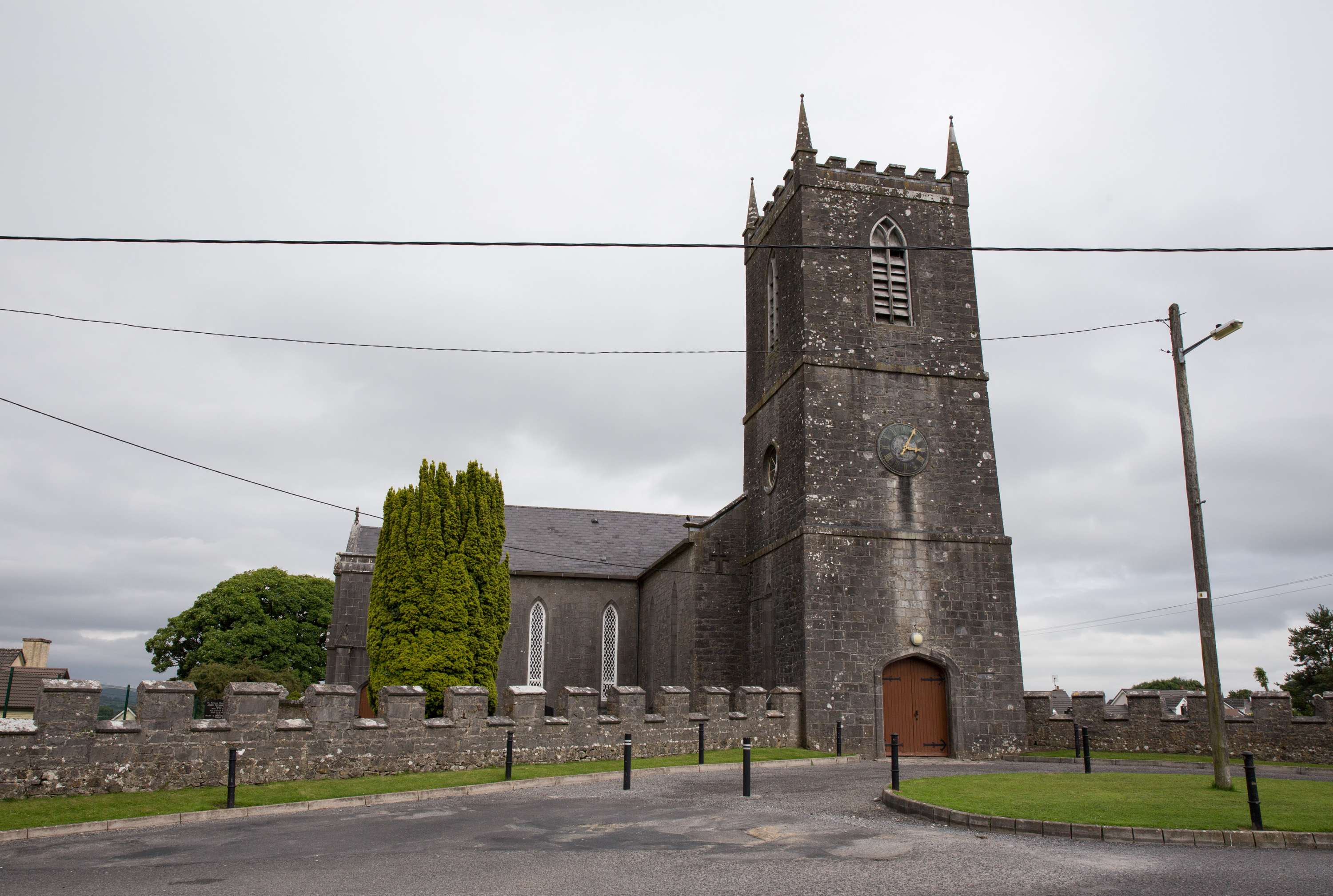
Iglesia de St. Pauls
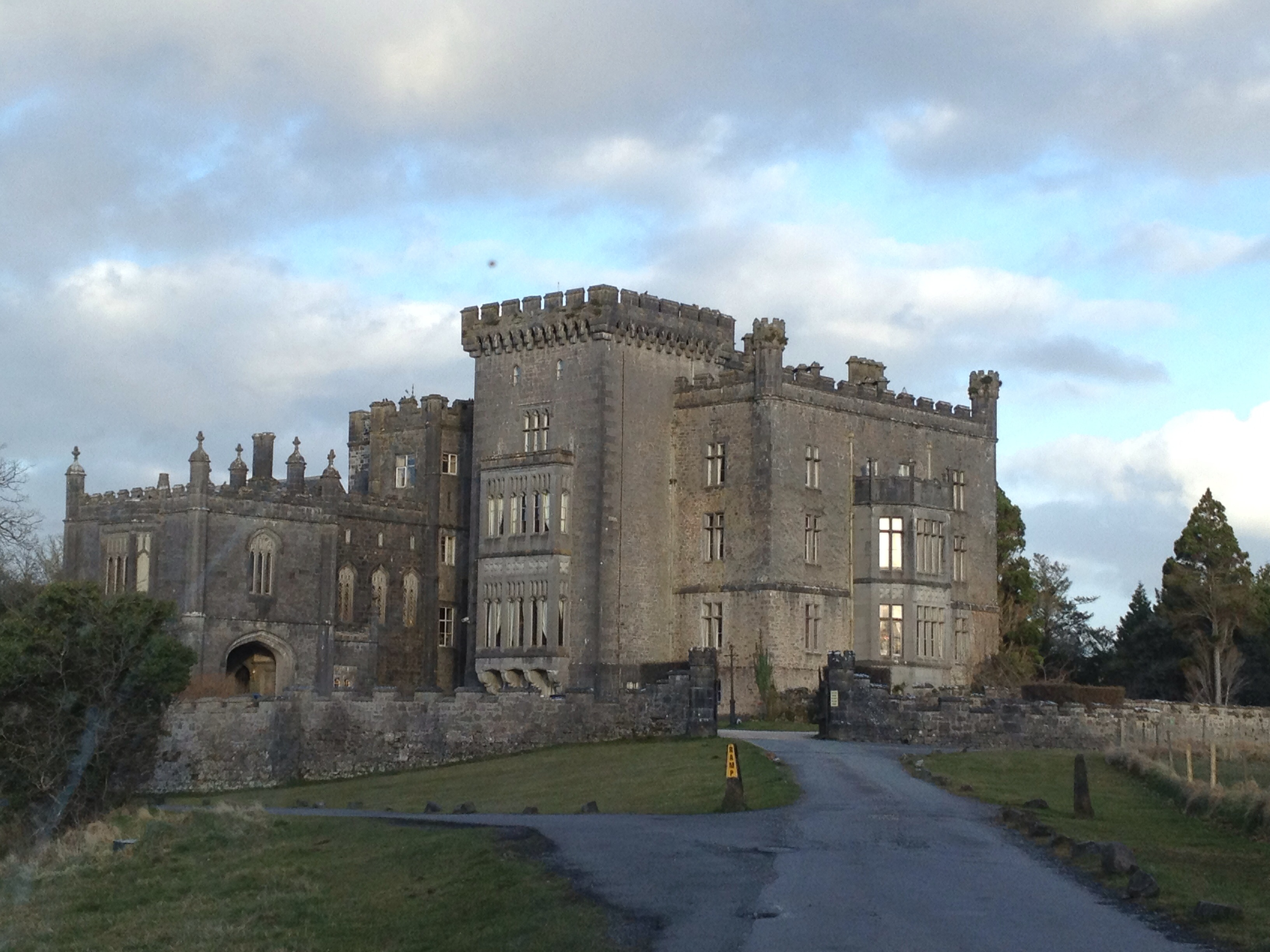
Vista del Castillo Markree de día
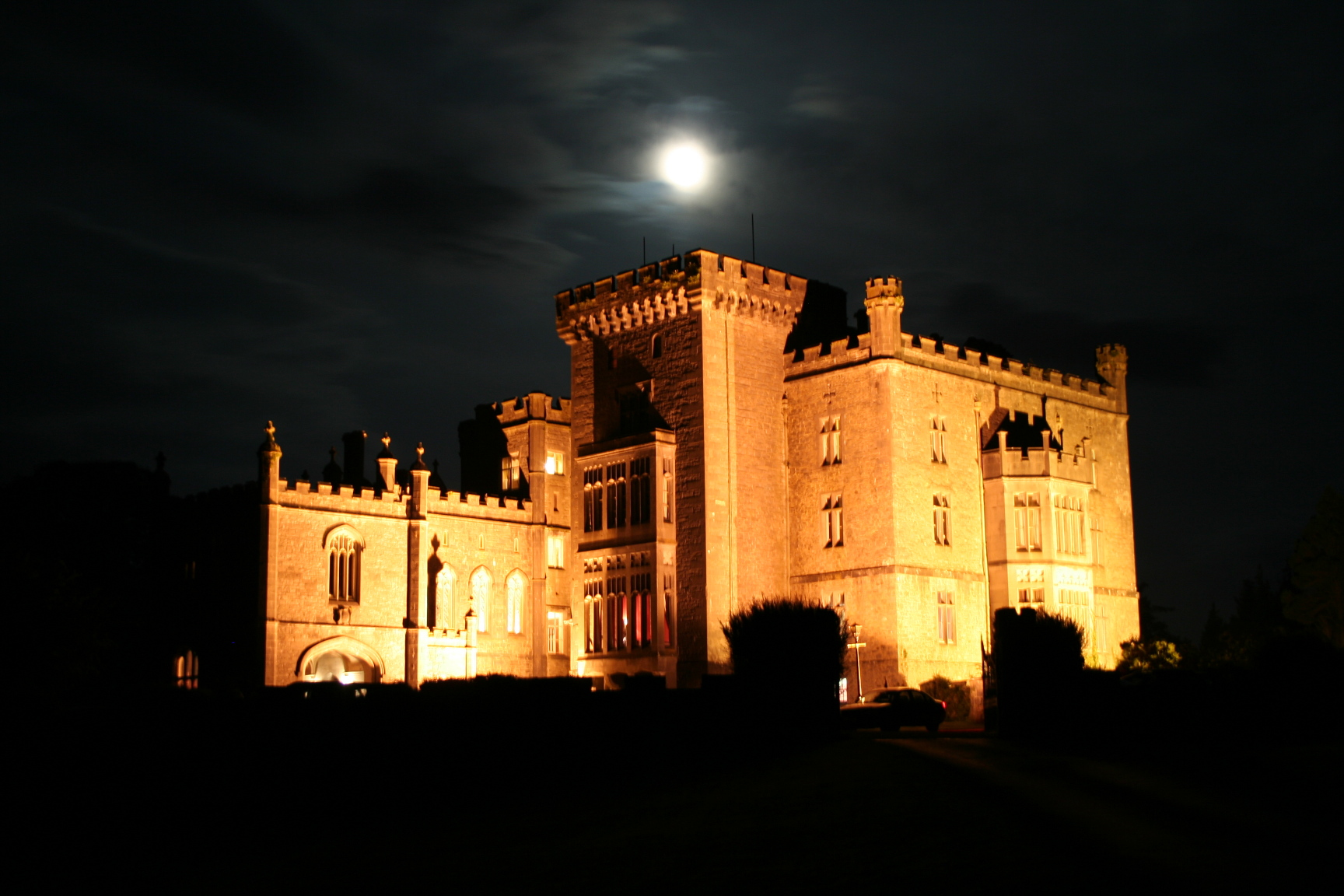
Vista del Castillo Markree de noche